# Pessat-Villeneuve
Pour les articles homonymes, voir Villeneuve.
Pessat-Villeneuve est une commune française, située dans le département du Puy-de-Dôme, en région Auvergne-Rhône-Alpes.
Elle est à proximité directe de la ville de Riom et fait aussi partie d'une manière générale de l'aire d'attraction de Clermont-Ferrand.
Ses habitants, au nombre de 744 au recensement de 2022, sont appelés les Pessatois et les Pessatoises.

## Géographie

### Localisation
Pessat-Villeneuve est située sur la plaine de la Limagne, au nord du département du Puy-de-Dôme à 5,3 km au nord-est du bureau centralisateur de canton et chef-lieu d'arrondissement Riom et à 17,4 km au nord-nord-est du chef-lieu de département Clermont-Ferrand.
Cinq communes sont limitrophes.
Les communes limitrophes sont Varennes-sur-Morge, Clerlande, Riom, Saint-Bonnet-près-Riom et Chambaron sur Morge.
|                        | Chambaron-sur-Morge (Cellule) | Varennes-sur-Morge |
| Saint-Bonnet-près-Riom | Pessat-Villeneuve             | Clerlande          |
| Riom                   |                               |                    |

La commune est composée du village de Villeneuve (à ne pas confondre avec une autre commune du département portant ce nom), où est installée la mairie, et Pessat, au sud.

### Voies de communication et transports

#### Voies routières
La commune est accessible par la route départementale 211 reliant Riom au sud-ouest à Thuret et Randan au nord-est. Le village de Villeneuve est traversé par les D 421, donnant accès depuis la D 211 et continuant vers l'ouest en direction de Saint-Bonnet-près-Riom, après un tronc commun avec la D 2009 (ancienne route nationale 9, axe Gannat – Riom – Clermont-Ferrand, où passe l'autoroute. Enfin, du nord au sud, la D 423 relie Pontmort (ancienne commune de Cellule devenue déléguée de Chambaron-sur-Morge depuis 2016) à la D 425 à Clerlande via le village de Pessat. Au nord-est, la D 20 longe la frontière communale avec Varennes-sur-Morge.
L'autoroute à deux numéros A71 (Paris – Clermont-Ferrand)/A89 (Bordeaux – Lyon) passe à l'ouest de la commune, avec deux aires de repos : l'une porte le nom de la commune dans le sens Clermont-Ferrand → Paris, l'autre porte le nom d'aire de Montpertuis, dans le sens Paris → Clermont-Ferrand.

#### Transports ferroviaires
La ligne de Saint-Germain-des-Fossés à Nîmes-Courbessac passe près du village de Villeneuve. La gare la plus proche est située à Pontmort (commune nouvelle de Chambaron-sur-Morge).

#### Transports en commun
Pessat-Villeneuve est desservie par le transport à la demande (TAD) du réseau RLV Mobilités. La ligne TAD 2 remplace la ligne A de l'ancien réseau R'Cobus.
Pessat-Villeneuve est desservie par la ligne 7 du réseau RLV Mobilités, reliant Ménétrol au Cheix-sur-Morge via le pôle d'échanges multimodal de Riom, ainsi que par le transport à la demande permettant de rejoindre Ennezat, Riom ou tout autre point d'arrêt de la zone TAD 2 couvrant les communes de l'est de la communauté d'agglomération.
À la suite de la refonte du réseau Transdôme en 2017, plus aucune ligne d'autocars départementaux ne dessert la commune.

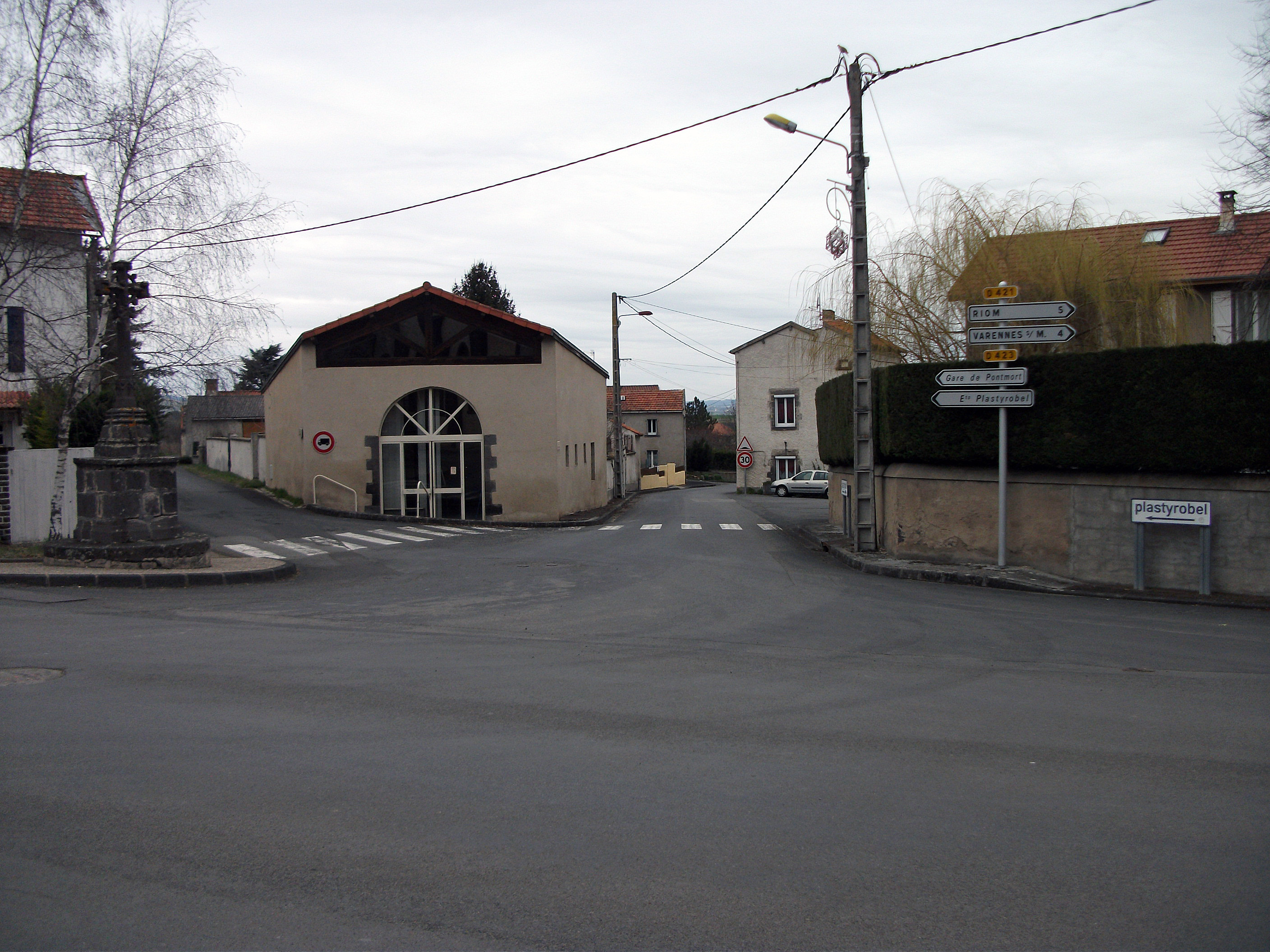
D 423 vers la gare de Pontmort.
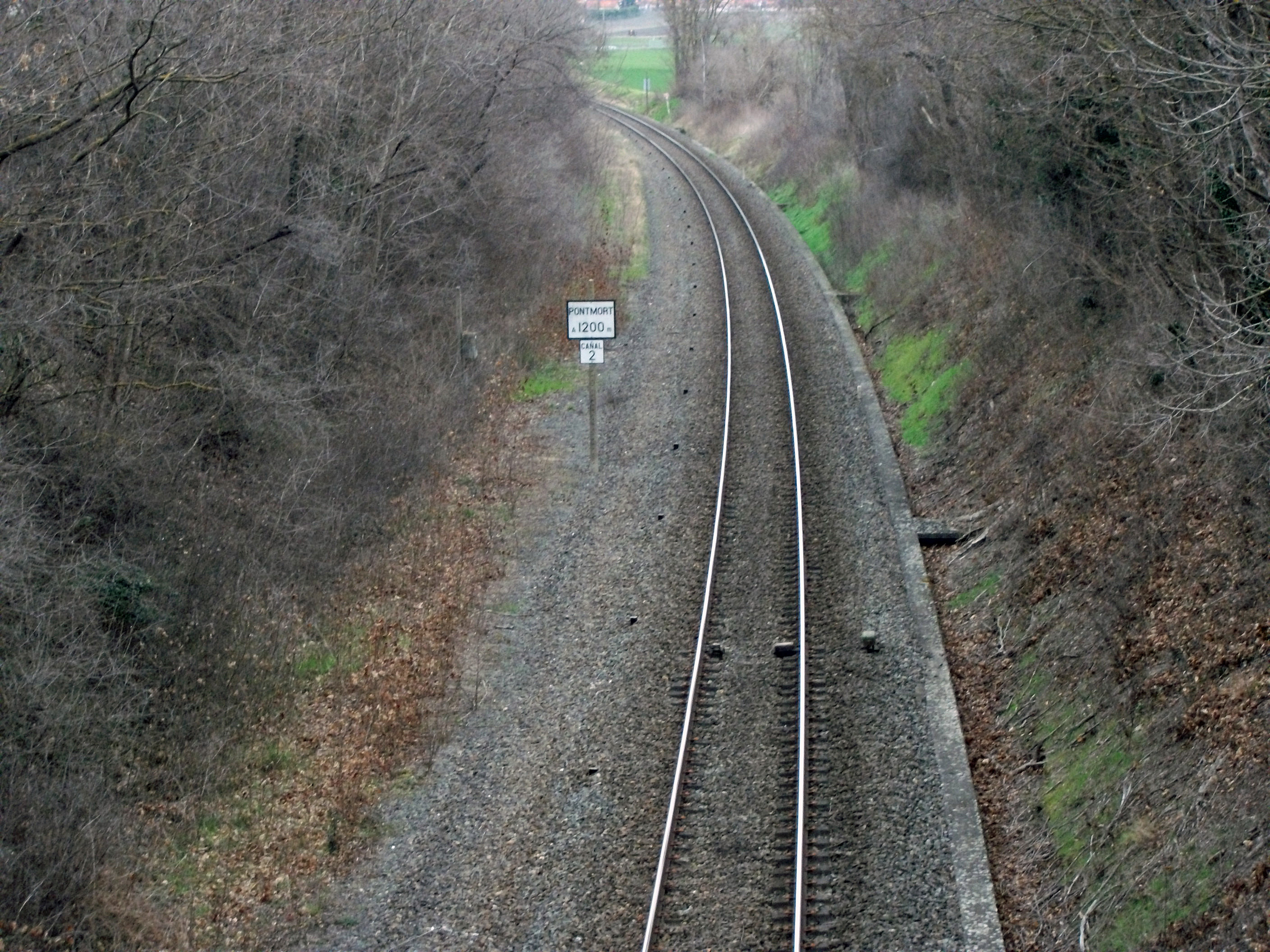
La voie ferrée en direction de Gannat.

### Climat
Pour des articles plus généraux, voir Climat d'Auvergne-Rhône-Alpes et Climat du Puy-de-Dôme.
En 2010, le climat de la commune est de type climat océanique dégradé des plaines du Centre et du Nord, selon une étude du Centre national de la recherche scientifique s'appuyant sur une série de données couvrant la période 1971-2000. En 2020, Météo-France publie une typologie des climats de la France métropolitaine dans laquelle la commune est exposée à un climat de montagne ou de marges de montagne et est dans la région climatique  Nord-est du Massif Central, caractérisée par une pluviométrie annuelle de 800 à 1 200 mm, bien répartie dans l’année.
Pour la période 1971-2000, la température annuelle moyenne est de 11 °C, avec une amplitude thermique annuelle de 16,6 °C. Le cumul annuel moyen de précipitations est de 655 mm, avec 8 jours de précipitations en janvier et 6,8 jours en juillet. Pour la période 1991-2020, la température moyenne annuelle observée sur la station météorologique de Météo-France la plus proche, « Sayat_sapc », sur la commune de Sayat à 14 km à vol d'oiseau, est de 11,2 °C et le cumul annuel moyen de précipitations est de 776,1 mm,. Pour l'avenir, les paramètres climatiques de la commune estimés pour 2050 selon différents scénarios d'émission de gaz à effet de serre sont consultables sur un site dédié publié par Météo-France en novembre 2022.

## Urbanisme

### Typologie
Au 1er janvier 2024, Pessat-Villeneuve est catégorisée commune rurale à habitat dispersé, selon la nouvelle grille communale de densité à sept niveaux définie par l'Insee en 2022.
Elle est située hors unité urbaine. Par ailleurs la commune fait partie de l'aire d'attraction de Clermont-Ferrand, dont elle est une commune de la couronne,. Cette aire, qui regroupe 209 communes, est catégorisée dans les aires de 200 000 à moins de 700 000 habitants,.

### Occupation des sols
L'occupation des sols de la commune, telle qu'elle ressort de la base de données européenne d’occupation biophysique des sols Corine Land Cover (CLC), est marquée par l'importance des territoires agricoles (92 % en 2018), en diminution par rapport à 1990 (95,7 %). La répartition détaillée en 2018 est la suivante : 
terres arables (92 %), zones urbanisées (7,1 %), zones industrielles ou commerciales et réseaux de communication (0,9 %). L'évolution de l’occupation des sols de la commune et de ses infrastructures peut être observée sur les différentes représentations cartographiques du territoire : la carte de Cassini (XVIIIe siècle), la carte d'état-major (1820-1866) et les cartes ou photos aériennes de l'IGN pour la période actuelle (1950 à aujourd'hui).

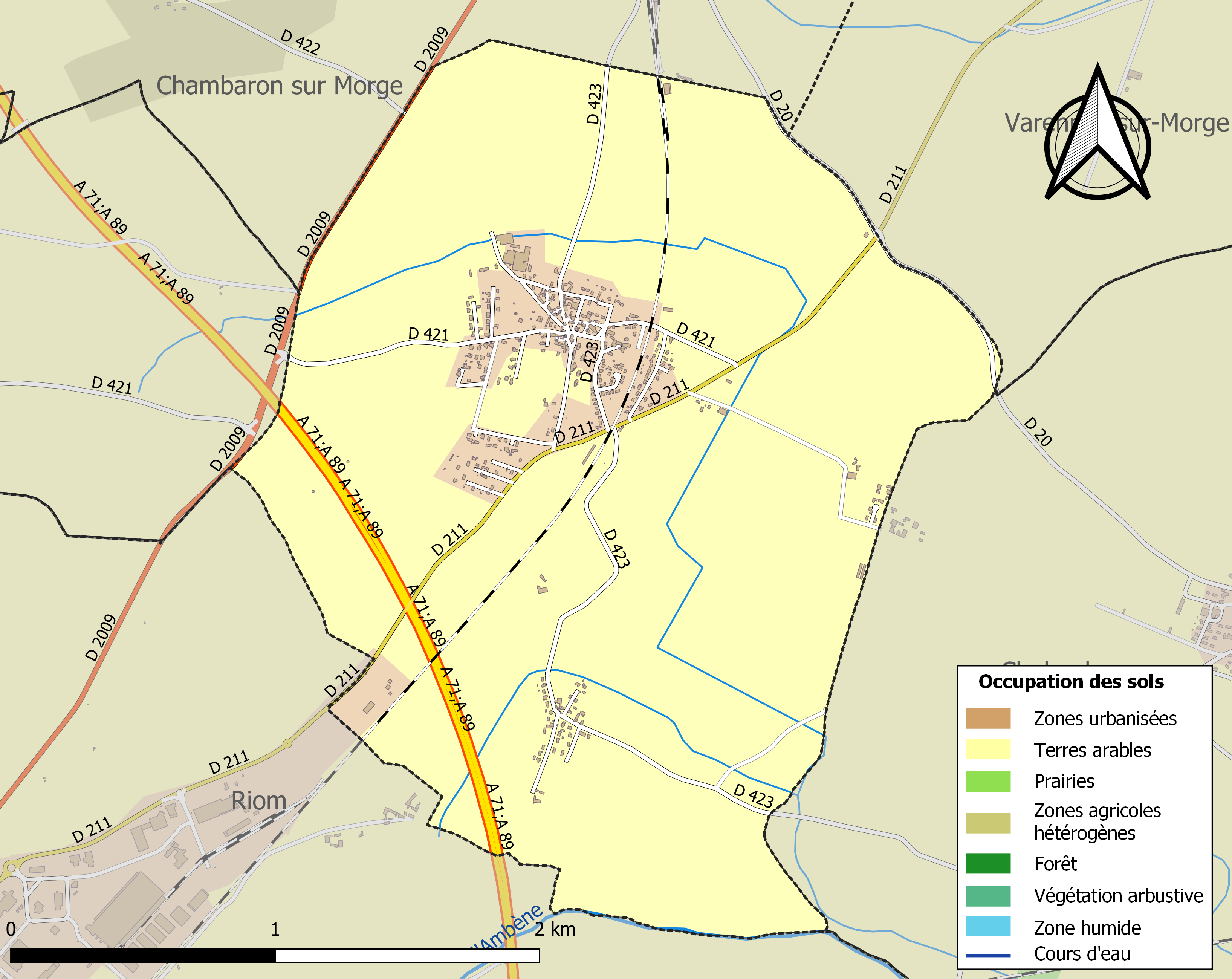
Carte des infrastructures et de l'occupation des sols de la commune en 2018 (CLC).

### Logement
En 2013, la commune comptait 226 logements, contre 200 en 2008. Parmi ces logements, 92,8 % étaient des résidences principales, 2,9 % des résidences secondaires et 4,3 % des logements vacants. Ces logements étaient pour 98,6 % d'entre eux des maisons individuelles et pour 1,4 % des appartements.
La proportion des résidences principales, propriétés de leurs occupants était de 87,4 %, en baisse par rapport à 2008 (90,9 %). La part de logements HLM loués vides était de 3 % (contre 4 %).

## Toponymie
En auvergnat, le nom de la commune est Pessat e Vilanòva en graphie classique et Pesâ e Vilanouvà en écriture auvergnate unifiée.
Pessat est un nom de lieu qui est le participe passé du mot occitan « peça » (peçat) qui veut dire « pièces », le nom désignait les ruines d'un bâtiment détruit.
Villeneuve, désignerait « une agglomération nouvelle » en 1209.

## Politique et administration

### Découpage territorial
Sur le plan administratif, Pessat-Villeneuve dépendait du district de Riom de 1793 à 1801 puis de l'arrondissement de Riom depuis 1801 ; du canton de Riom de 1793 à 1801 puis du canton de Riom-Est de 1801 à mars 2015 ; à la suite du redécoupage des cantons du département, la commune est rattachée au canton de Riom.

### Administration municipale
Le conseil municipal, élu le 23 mai 2020 à la suite des élections municipales, est composé de quinze membres, dont quatre adjoints.

### Liste des maires
| Période                                  | Période                    | Identité          | Étiquette | Qualité |
| ---------------------------------------- | -------------------------- | ----------------- | --------- | --- |
| Les données manquantes sont à compléter. |                            |                   |           | |
| 2004                                     | 2008                       | Nathalie Grégoris |           | |
| 2008                                     | En cours (au 30 août 2020) | Gérard Dubois,    |           | Cadre dans la fonction publique 7e vice-président de Riom Limagne et Volcans chargé du logement et de l'habitat (en 2017) |

### Politique environnementale
La collecte des déchets est assurée par le Syndicat du Bois de l'Aumône.

## Population et société

### Démographie

#### Évolution démographique
L'évolution du nombre d'habitants est connue à travers les recensements de la population effectués dans la commune depuis 1793. Pour les communes de moins de 10 000 habitants, une enquête de recensement portant sur toute la population est réalisée tous les cinq ans, les populations de référence des années intermédiaires étant quant à elles estimées par interpolation ou extrapolation. Pour la commune, le premier recensement exhaustif entrant dans le cadre du nouveau dispositif a été réalisé en 2006.

En 2022, la commune comptait 744 habitants, en évolution de +13,41 % par rapport à 2016 (Puy-de-Dôme : +2,1 %, France hors Mayotte : +2,11 %).
| 1793 | 1800 | 1806 | 1821 | 1831 | 1836 | 1841 | 1846 | 1851 |
| ---- | ---- | ---- | ---- | ---- | ---- | ---- | ---- | ---- |
| 161  | 193  | 217  | 261  | 315  | 302  | 312  | 295  | 298  |

| 1856 | 1861 | 1866 | 1872 | 1876 | 1881 | 1886 | 1891 | 1896 |
| ---- | ---- | ---- | ---- | ---- | ---- | ---- | ---- | ---- |
| 300  | 269  | 291  | 261  | 256  | 229  | 238  | 216  | 224  |

| 1901 | 1906 | 1911 | 1921 | 1926 | 1931 | 1936 | 1946 | 1954 |
| ---- | ---- | ---- | ---- | ---- | ---- | ---- | ---- | ---- |
| 213  | 218  | 195  | 158  | 149  | 143  | 138  | 140  | 178  |

| 1962 | 1968 | 1975 | 1982 | 1990 | 1999 | 2006 | 2011 | 2016 |
| ---- | ---- | ---- | ---- | ---- | ---- | ---- | ---- | ---- |
| 122  | 150  | 228  | 325  | 384  | 472  | 493  | 513  | 656  |

| 2021 | 2022 | - | - | - | - | - | - | - |
| ---- | ---- | - | - | - | - | - | - | - |
| 731  | 744  | - | - | - | - | - | - | - |

#### Pyramide des âges
En 2018, le taux de personnes d'un âge inférieur à 30 ans s'élève à 39,2 %, soit au-dessus de la moyenne départementale (34,2 %). À l'inverse, le taux de personnes d'âge supérieur à 60 ans est de 17,9 % la même année, alors qu'il est de 27,9 % au niveau départemental.
En 2018, la commune comptait 356 hommes pour 322 femmes, soit un taux de 52,51 % d'hommes, largement supérieur au taux départemental (48,41 %).
Les pyramides des âges de la commune et du département s'établissent comme suit.
| Hommes | Classe d’âge | Femmes |
| ------ | ------------ | ------ |
| 0,3    | 90 ou +      | 0,0    |
| 2,8    | 75-89 ans    | 4,3    |
| 13,4   | 60-74 ans    | 15,1   |
| 19,8   | 45-59 ans    | 23,5   |
| 20,4   | 30-44 ans    | 22,5   |
| 21,1   | 15-29 ans    | 14,5   |
| 22,2   | 0-14 ans     | 20,1   |

| Hommes | Classe d’âge | Femmes |
| ------ | ------------ | ------ |
| 0,7    | 90 ou +      | 2,1    |
| 7,4    | 75-89 ans    | 10,2   |
| 17,7   | 60-74 ans    | 18,6   |
| 20,2   | 45-59 ans    | 19,2   |
| 18,4   | 30-44 ans    | 17,4   |
| 18,6   | 15-29 ans    | 17,2   |
| 17     | 0-14 ans     | 15,3   |

### Enseignement
Pessat-Villeneuve dépend de l'académie de Clermont-Ferrand. Elle gère l'école élémentaire publique Arc En Ciel.
La commune est en regroupement pédagogique avec Clerlande : les élèves de maternelle et de CP vont à Pessat-Villeneuve et les CE1, CE2, CM1 et CM2 à Clerlande.
Les élèves poursuivent leur scolarité à Riom, au collège Jean-Vilar puis au lycée Virlogeux (pour les filières générales et STMG) ou Pierre-Joël-Bonté (pour la filière STI2D).

## Économie

### Emploi
En 2013, la population âgée de 15 à 64 ans s'élevait à 366 personnes, parmi lesquelles on comptait 73,2 % d'actifs dont 70,3 % ayant un emploi et 2,9 % de chômeurs.
On comptait 150 emplois dans la zone d'emploi. Le nombre d'actifs ayant un emploi résidant dans la zone étant de 257, l'indicateur de concentration d'emploi est de 58,4 %, ce qui signifie que la commune offre moins d'un emploi par habitant actif.
230 des 257 personnes âgées de quinze ans ou plus (soit 89,3 %) sont des salariés. 90,6 % des actifs travaillent en dehors de la commune de résidence.

### Entreprises
Au 1er janvier 2014, Pessat-Villeneuve comptait 21 entreprises : deux dans l'industrie, sept dans la construction et douze dans le commerce, les transports et les services divers, et autant d'établissements.

### Agriculture
Au recensement agricole de 2010, la commune comptait quatre exploitations agricoles, contre six en 2000 et dix en 1988. La superficie agricole utilisée sur ces exploitations était de 35 hectares en 2010, dont 23 ha sont allouées aux terres labourables.

### Commerce et services
La base permanente des équipements de 2015 ne recensait aucun commerce

### Tourisme
Au 1er janvier 2016, la commune ne comptait aucun hôtel, camping ou autre hébergement collectif.

## Culture et patrimoine

### Lieux et monuments
Pessat-Villeneuve compte deux édifices inscrits ou classés aux monuments historiques et un édifice recensé à l'inventaire général du patrimoine culturel.
- Château de La Pauze (XVIIe siècle) : cuisine et décor intérieur sont inscrits aux monuments historiques en 1994[42]. Le parc figure à l'inventaire[43].
- Croix de chemin dite Croix du Buisson (XVIIe siècle) : inscrite aux monuments historiques en 1972[44].

Les vestiges d'une chapelle dédiée à saint Martin ont été découverts au cours des travaux de l'autoroute A71 et étudiés entre 1984 et 1986 par le service de l'archéologie d'Auvergne. Cette chapelle du haut Moyen Âge est connue par une bulle pontificale datée de 1294. La nécropole qui l'entourait a donné des sarcophages datant du Xe siècle au XVIIe siècle,.
- Château de Villeneuve, au centre du bourg.
- Château de la Mothe, à Pessat.
- Menhir de Plessat-Villeneuve au sud de Villeneuve.

### Pays d'art et d'histoire de Riom
Depuis 2005, la commune est labellisée Pays d'art et d'histoire, et forme avec les communes de Chambaron-sur-Morge, Enval, Le Cheix-sur-Morge, Marsat, Malauzat, Ménétrol, Mozac, Riom, et Saint-Bonnet-près-Riom, le Pays d'art et d'histoire de Riom. En 2022, le territoire du Pays d'art et d'histoire a été étendu à l'ensemble du territoire de la communauté d'agglomération Riom Limagne et Volcans.

### Héraldique
| Blason de Pessat-Villeneuve | Blason  | Tranché de gueules à l’oie sauvage essorante d’argent becquée et membrée d’or et de sinople au poisson d’argent mis en bande. |
| Blason de Pessat-Villeneuve | Détails | Ce blason a été adopté par le conseil municipal le 12 septembre 2003.                                                         |